# Chris Sawyer
Christopher „Chris“ Sawyer (* 27. Oktober 1967 in Dundee, Schottland, Vereinigtes Königreich) ist ein Programmierer von Computerspielen. Bekannt wurde er vor allem für seine beiden Spiele mit Namen RollerCoaster Tycoon und Transport Tycoon. Er begann seine Karriere in der Computerspiel-Branche 1983, als er für den Memotech MTX home computer und dann für den Amstrad CPC programmierte. Danach war er für viele Portierungen von Amiga-Spielen auf den PC verantwortlich.

## Leben
Sawyers erster großer Erfolg war die Verkehrssimulation Transport Tycoon, die 1994 für den PC erschien. Ein Welterfolg gelang ihm 1999 mit dem Freizeitpark-Managerspiel RollerCoaster Tycoon. Ungewöhnlich war, dass Sawyer das Spiel bis auf den Ton komplett alleine und fast ausschließlich in Assembler programmierte. 2002 erschien ein zweiter Teil, der nicht nur Detailverbesserungen enthielt, sondern auch einen Editor und neue Attraktionen.
Im September 2004 veröffentlichte Atari SA den inoffiziellen Nachfolger von Transport Tycoon „Locomotion“, der die Grafik-Engine von RollerCoaster Tycoon verwendet und sonst nahe am Original von 1994 zu bleiben versucht. Anfang November 2004 erschien der dritte Teil der RollerCoaster-Tycoon-Serie, der das Geschehen komplett in 3D darstellt, bei dem Sawyer jedoch nur noch beratende Funktion hatte. Die Programmierung übernahm die Firma Frontier Developments Ltd. von Elite-Entwickler David Braben.